# August Otto
August Otto (ur. 28 września 1851 w Wambierzycach, zm. 15 lutego 1929 we Wrocławiu) – niemiecki taternik, turysta, autor przewodników i działacz turystyczny.
August Otto ukończył studia przyrodnicze na Uniwersytecie Wrocławskim, był nauczycielem języka niemieckiego, łaciny i matematyki w jednej z prywatnych wrocławskich szkół. W Tatry po raz pierwszy przybył w 1886 roku. Bywał w nich często aż do I wojny światowej, a potem jedynie raz w 1924 roku. W latach 1897–1907 uprawiał intensywnie taternictwo (zawsze z przewodnikami), dokonując m.in. szeregu pierwszych wejść (p. niżej).
W ramach swojej działalności turystycznej w Sekcji Śląskiej MKE corocznie organizował czterodniowe wycieczki w Tatry z Wrocławia. W tychże wycieczkach udział brali głównie Niemcy ze Śląska, ale także z Berlina czy innych niemieckich miast. August Otto miał duże zasługi przy budowie Śląskiego Domu w Dolinie Wielickiej.
W 1891 roku ukazało się pierwsze wydanie przewodnika jego autorstwa (Die Hohe Tatra). Do 1925 roku ten popularny przewodnik osiągnął ok. 10 wydań, później wydawany był anonimowo (jako Hohe Tatra). Przewodnik ten był zasadniczo przewodnikiem turystycznym, zawierał jednak nieco wiadomości z zakresu taternictwa. Do czasu opublikowania specjalistycznych przewodników taternickich autorstwa Janusza Chmielowskiego i Gyuli Komarnickiego książka używana była także przez wielu taterników. August Otto był także twórcą mapy turystycznej Tatry w skali 1:50 000, mapa ta była wznawiana kilkukrotnie w latach 1891–1911. Spod jego pióra wyszło również wiele tatrzańskich artykułów, które publikowane były w niemieckiej, spiskoniemieckiej i węgierskiej prasie turystycznej. W tychże artykułach pisał m.in. o taternictwie, historii Tatr i ich topografii.
Za zasługi na rzecz propagowania turystyki przyznano Augustowi Otto status honorowego członka MKE. W niemieckim i węgierskim nazewnictwie tatrzańskim uczczony został nazwą Dwoistej Turni (odpowiednio Ottospitze i Otto-Csúcs). Po jego śmierci w Tatrzańskiej Polance wystawiona została tablica pamiątkowa mu poświęcona.

## Ważniejsze tatrzańskie osiągnięcia wspinaczkowe
- pierwsze wejście na Świstowy Szczyt, wraz z Johannem Hunsdorferem seniorem (1897)
- pierwsze wejście na Graniastą Turnię, wraz z Hunsdorferem seniorem (1897)
- pierwsze wejście na Litworowy Szczyt, wraz z Pavlem Čižákiem (1897)
- pierwsze wejście na Wielicki Szczyt, wraz z Pavlem Čižákiem (1897)
- uczestnik pierwszego wejścia Żlebem Karczmarza na Gerlach, wraz z Hansem Stabelerem i Ludwigiem Darmstädterem (1899)
- drugie wejście na Ponad Ogród Turnię (1903)
- pierwsze wejście na Złomiską Turnię, wraz z Johannem Breuerem (1907).